# Ibrahim Traoré
Ibrahim Benjamin Traoré (* 16. září 1988 Abidžan) je profesionální fotbalista z Pobřeží slonoviny, který hraje na pozici středního záložníka za český klub FC Viktoria Plzeň. V roce 2019 odehrál také jedno utkání v dresu reprezentace Pobřeží slonoviny.

## Klubová kariéra

### Al-Ahly
Ibrahim Benjamin Traoré působil před svým příchodem do České republiky v libyjském týmu Al-Ahly SC z Benghází.
K angažmá v ČR jej motivovala kariéra krajana Wilfrieda Bonyho.

### Táborsko
V listopadu 2013 byl na testech v druholigovém českém mužstvu FC MAS Táborsko, kde svými výkony zaujal a klub mu nabídl smlouvu platnou od ledna 2014.
Během dvou a půl let odehrál za Táborsko 50 ligových zápasů, v nichž nastřílel 9 branek a upozornil na sebe manažery prvoligových klubů. Trenér Táborska Petr Frňka k jeho osobě podotkl: „Hráče takových kvalit v druhé lize těžko najdete, i proto bude velmi těžké sehnat za Ibrahima podobného záložníka.“

### Zlín
V září 2016 přestoupil do moravského klubu FC Fastav Zlín, transfer byl urychlen srpnovým přestupem zlínského Tomáše Poznara do FC Viktoria Plzeň. S Fastavem Zlín podepsal Traoré tříletý kontrakt. V 1. české lize debutoval 19. září 2016 v domácím utkání proti AC Sparta Praha (remíza 1:1), odehrál závěrečných 25 minut střetnutí. Se zlínským týmem vyhrál v sezóně 2016/17 český fotbalový pohár, ve finále 17. května 2017 na Andrově stadionu v Olomouci byl u vítězství Zlína 1:0 nad druholigovým SFC Opava.
V červnu 2017 přispěl k zisku další trofeje, premiérového Česko-slovenského Superpoháru (po zdolání Slovanu Bratislava). Traoré nastoupil také ke všem šesti zápasům Ševců v Evropské lize. V nejvyšší domácí soutěži odehrál v dresu Zlína 52 zápasů, většinu z nich ve středu zálohy. Za Zlín se trefil dvakrát, k čemuž přidal 7 asistencí.

### Slavia Praha

#### Sezóna 2018/19
V září 2018 odešel na hostování do konce podzimu ke Slavii Praha. Své třicáté narozeniny 16. září 2018 oslavil debutem za Slavii, když se objevil v základní sestavě utkání proti Slovácku. Traoré 20. září debutoval v dresu Slavie také v evropských pohárech, když odehrál celé utkání proti Bordeaux v rámci základní skupiny Evropské ligy.
Slavia v zimní pauza využila opci a Traoré do pražského klubu přestoupil na trvalo. 21. února 2019 gólem přispěl k výhře 4:1 na půdě belgického Genku v šestnáctifinále Evropské ligy a k postupu do osmifinále. V něm se Slavia střetla se španělskou Sevillou, v prvním utkání na španělské půdě asistoval Traoré na branku Miroslava Stocha (remíza 2:2), v odvetném zápase v Edenu si Traorého střelu ve 119. minutě srazil do vlastní branky dánský stoper Simon Kjær. Díky této brance se z postupu po výhře 4:3 po prodloužení překvapivě radovala pražská Slavia.

#### Sezóna 2019/20
Ibrahim Traoré spolu s obráncem Ondřejem Kúdelou prodloužili v prosinci 2019 smlouvy s fotbalovou Slavií do léta 2022.

#### Sezóna 2021/22
V květnu 2022 si Slavia Praha pojistila služby Traorého, který prodloužil smlouvu do roku 2024.

#### Sezóna 2022/23
Dne 21. srpna 2022 si připsal už své 150. utkání v české nejvyšší soutěži, když nechyběl v základní sestavě Slavie proti Pardubicím. Na konci října si Traoré poranil sval, a předčasně tak pro něj skončila podzimní část sezóny 2022/23.
Traoré Pražanům pomohl ke třem mistrovským titulům a třem triumfům v domácím poháru. Slavii opustil s bilancí 176 soutěžních zápasů, 18 gólů a 16 asistencí.

### Viktoria Plzeň
Traoré po pěti letech ve Slavii přestoupil v létě 2023 do Plzně. Záložník z Pobřeží slonoviny podepsal s Viktorií smlouvu na jeden rok.

## Reprezentační kariéra
Ibrahim Traoré si připsal premiérový start za reprezentaci Pobřeží slonoviny v listopadu 2019. Záložník Slavie byl nominován ke kvalifikačním zápasům o postup na APN 2021 s Nigerem a Etiopií. Debutoval 16. listopadu při výhře 1:0 nad Nigerem, když 7 minut před koncem vystřídal Francka Kessiého.